# Serie 350 de Renfe
La Serie 350 de Renfe es una serie formada por 4 unidades que llegó a España en el año 1950 junto a los remolques del Talgo II, únicos trenes que fueron remolcados por esta serie de locomotoras. Fueron construidos en los talleres estadounidenses de American Car and Foundry Company (ACF) bajo supervisión de ingenieros españoles de Talgo.
Hablar de esta serie es hablar del Talgo II, ya que siempre fueron un conjunto inseparable, los recorridos de estos conjuntos se iniciaron con recorridos entre Madrid y Hendaya y finalizaron baja 22 años más tarde, en 1972 realizando los recorridos entre Madrid y Palencia.

## Nombres
- 350-001 (1-T) Virgen del Pilar
- 350-002 (2-T) Virgen de Aránzazu
- 350-003 (3-T) Virgen de Begoña
- 350-004 (4-T) Virgen de Montserrat

| 350-001 (1-T)    | 350-002 (2-T)      | 350-003 (3-T)    | 350-004 (4-T)        |
| ---------------- | ------------------ | ---------------- | -------------------- |
|                  |                    |                  |                      |
| Virgen del Pilar | Virgen de Aránzazu | Virgen de Begoña | Virgen de Montserrat |

## Características

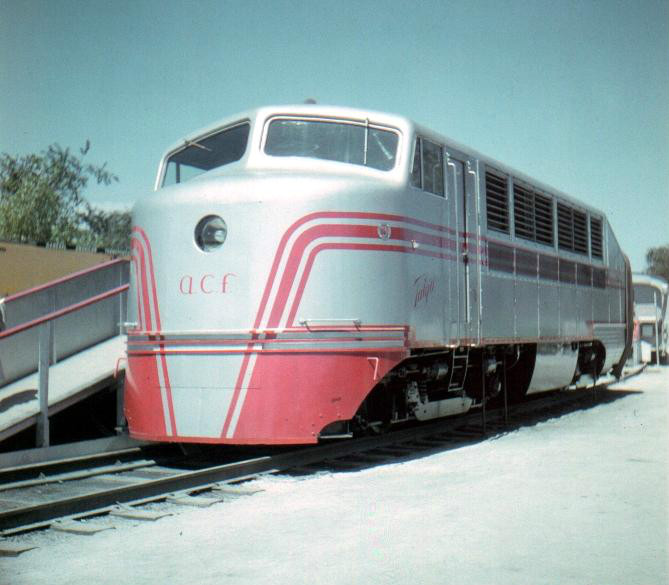
Locomotora de American Car and Foundry Company.

American Car and Foundry, en colaboración con General Electric diseñó una locomotora diésel-eléctrica B'B' especialmente para el TALGO II, que en su motorización, transmisión eléctrica y bogies derivaba, a pequeña escala, de las locomotoras diésel-eléctricas americanas de la época. La locomotora estaba unida al primer remolque por un fuelle similar a los utilizados para comunicar los remolques. La alimentación de la iluminación, aire acondicionado y otros servicios auxiliares del tren corría a cargo de dos grupos electrógenos con motores Hércules DFXE de seis cilindros (170 CV/1500 rpm).
La locomotora contaba con dos motores Hércules DNX-V8 con 540 CV cada uno y 1800 rpm. La velocidad máxima autorizada era de 140 km/h; en pruebas llegó a 170 km/h. Eran velocidades elevada para la época, pues sólo algunos trenes estaban autorizados hasta 120 km/h (los 140 km/h no se autorizarían en RENFE hasta los años 1960). 
Los motores diésel Hércules resultaron ser poco fiables y se decidió reducir el régimen del motor a 1400 rpm, con lo que la potencia se redujo a 325 CV. En 1957 una locomotora se remotorizó con motores Maybach MD-325 de seis cilindros (450 CV y 1600 rpm) y a la vista de los buenos resultados en 1958 se remotorizaron las otras dos locomotoras.
En 1959, TALGO repatrió una cuarta composición de sólo seis remolques que se encontraba en EE. UU. para promoción comercial. Su locomotora "Virgen de Montserrat", también fue remotorizada.

## Renumeración y final de vida

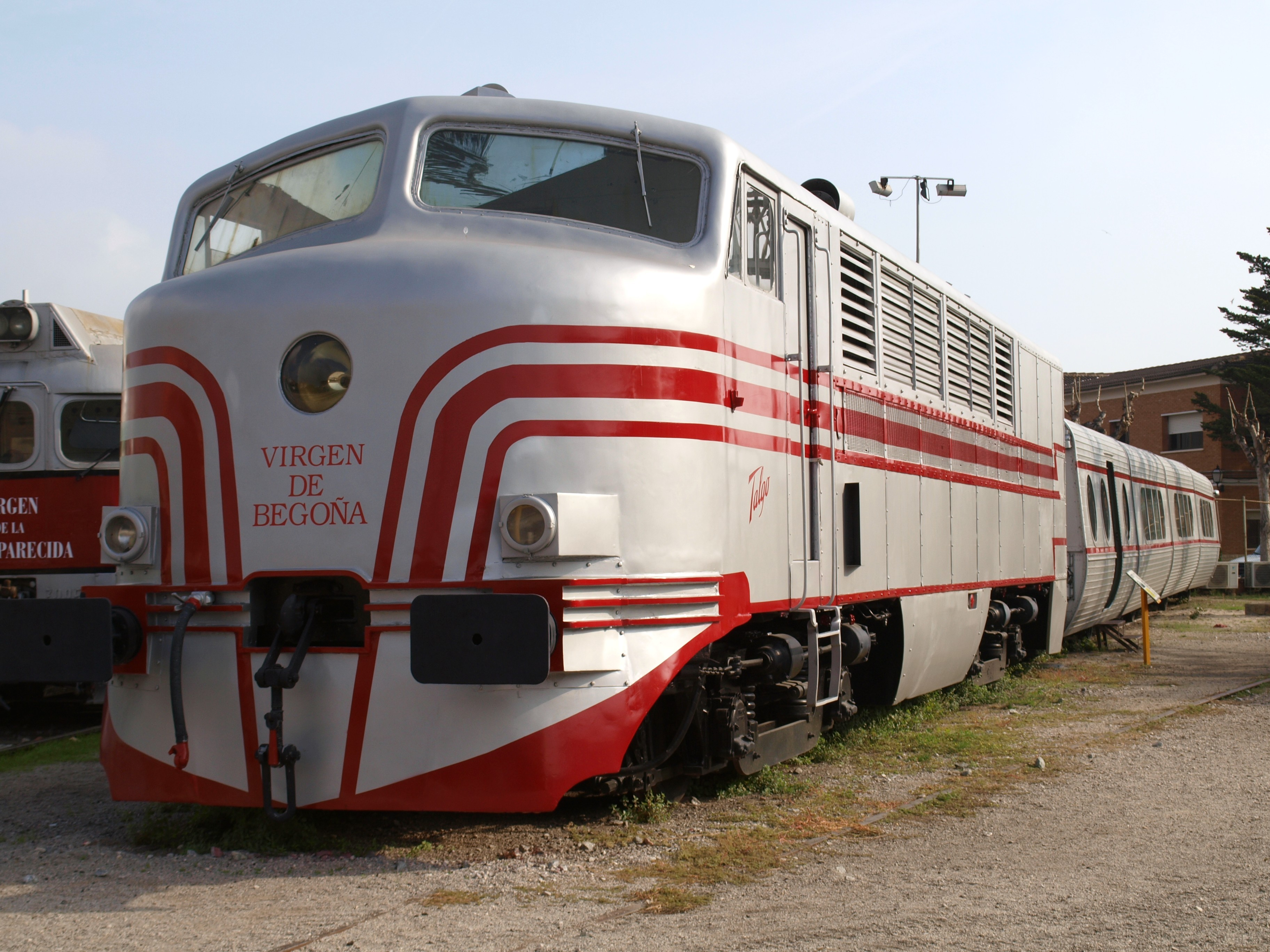
Tren Talgo II con la locomotora 350.003 "Virgen de Begoña". Museo del Ferrocarril de Cataluña.

A partir de 1972, la locomotora 1T fue canibalizada para recambios. Las otras tres fueron modificadas para que pudieran funcionar en tándem con mando múltiple. Para ello se reconstruyó la parte trasera, y se les instaló enganche Scharfenberg en ambos extremos. Las tres locomotoras reconstruidas fueron rematriculadas en Serie 350-002 a 004 (ex 2T a 4T). La pequeña unidad doble y la locomotora de reserva fueron destinadas a remolcar el TALGO III entre Miranda de Ebro y Bilbao hasta 1976, año en el que la unidad 004 sufrió un percance que destruyo parte de su frontal. La unidad 002 (en reserva) no reemplazó a la 004 luego del accidente, ya que se optó en Renfe por apartarlas del servicio definitivamente a pesar de tener dicha unidad de reserva.
De las cuatro locomotoras de la serie 350, se conservan parcialmente la 2T y la 3T en el Museo del Ferrocarril de Madrid y en el Museo del Ferrocarril de Cataluña.